# Bratislava (loď, 1956)
Loď Bratislava provozoval Dopravní podnik města Brna (DPMB) na Brněnské přehradě v letech 1956 až 2010, vedena byla pod evidenčním číslem 4806.

## Historie

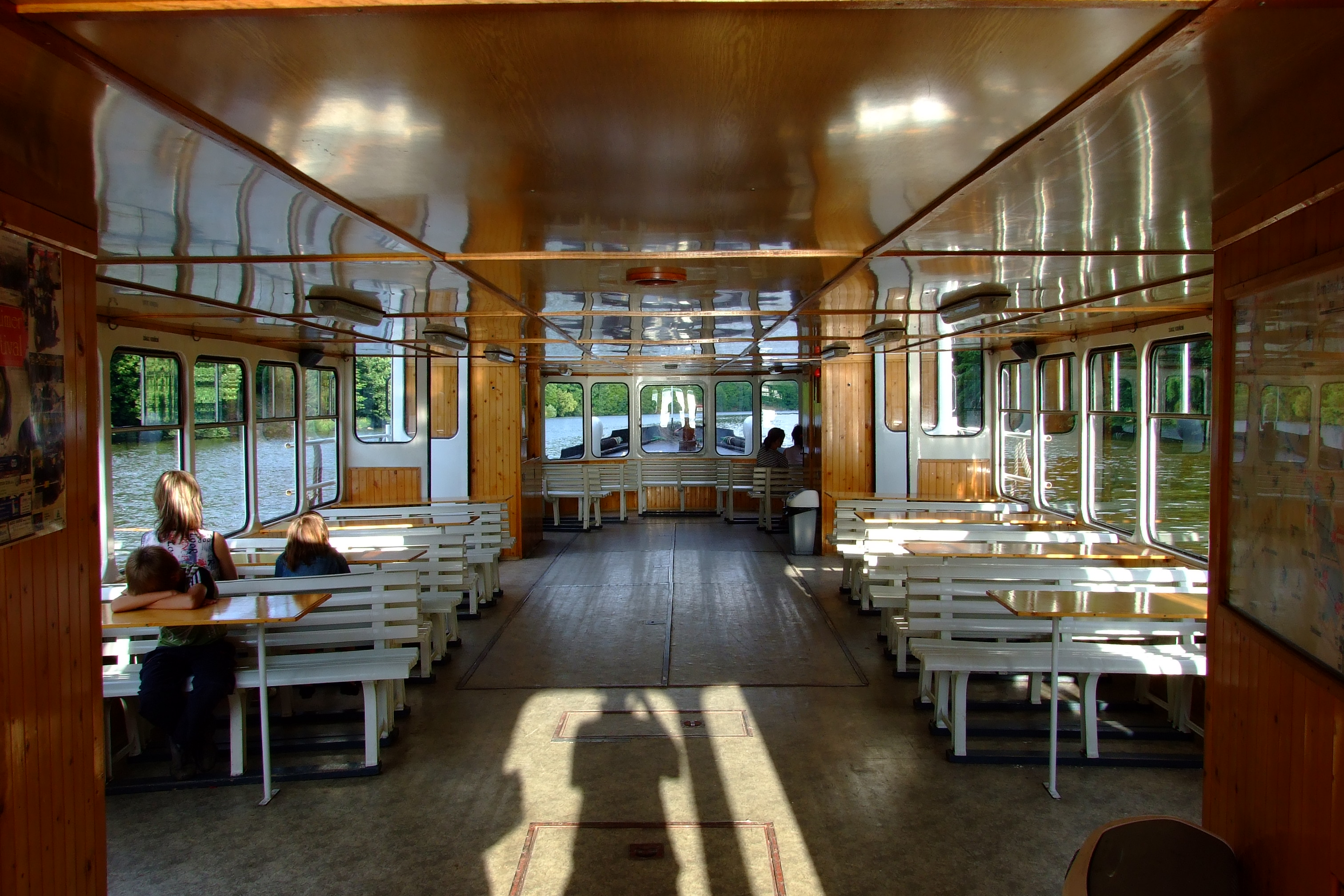
Interiér Bratislavy

Na konci července 1955, tedy dva měsíce po spuštění na vodu lodi Moskva, požádal DPMB o povolení ke stavbě další dvoupalubové lodi. Plavební správa v Praze povolení udělila v prosinci téhož roku a neprodleně nato začali pracovníci Dopravního podniku v bystrcké loděnici se stavbou plavidla. Loď byla postavena dle plánů předchozí Moskvy, jedná se tudíž o sesterské lodě, které se do rekonstrukce v 80. letech odlišovaly pouze v drobnostech. Plavidlo bylo slavnostně spuštěno na vodu na konci června 1956 a obdrželo jméno Bratislava.
Bratislava sloužila v lodní dopravě na Brněnské přehradě až do roku 1983. V roce 1984 byly zahájeny na lodi modernizační práce, které trvaly až do roku 1986, kdy se také dostala zpět na vodu. Toto plavidlo sloužilo spolehlivě do 17. října 2010, kdy naposledy vyplula na Brněnskou přehradu. Vzhledem k prováděné obnově flotily byla Bratislava společně s Prahou odstavena, později odprodána za méně jak 100 000 korun sdružení Malá baseballová liga a dne 4. února 2011 převezena na břeh Svratky k Jundrovskému mostu, kde má vzniknout sportovně-rekreační areál U Hrocha. Loď získala jméno Hroch a slouží jako bistro. V provozu na Brněnské přehradě byla v roce 2011 nahrazena novým plavidlem od firmy Jesko CZ.

## Konstrukce

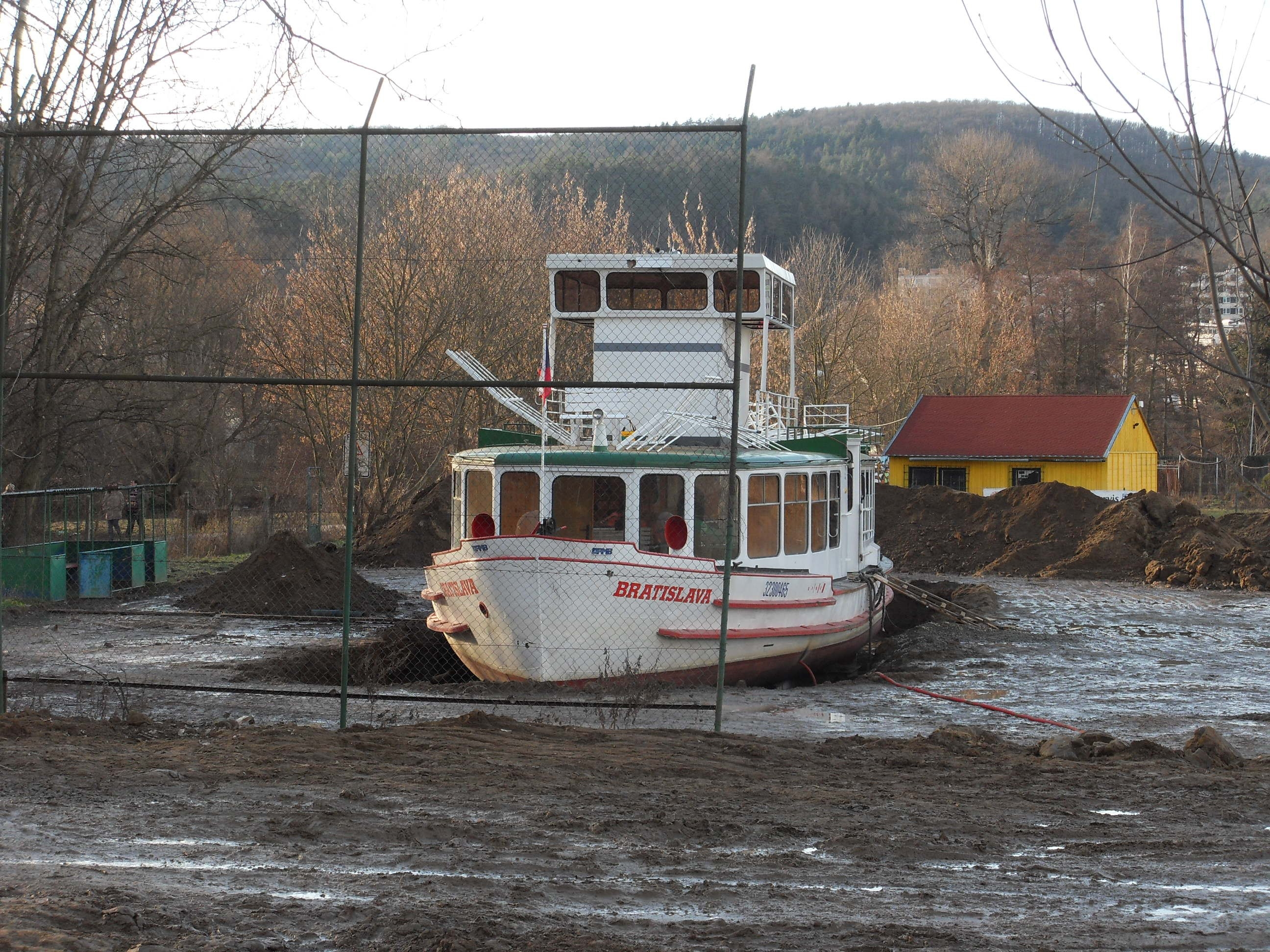
Vyřazená Bratislava v rozestavěném areálu U Hrocha v roce 2011

Loď Bratislava je velká (co do kapacity lodí provozovaných na Brněnské přehradě), dvoupalubová loď, která byla postavena dle plánů předchozí lodě Moskva. V zadní části spodní paluby, která je uzavřená, vedou dvě schodiště na otevřenou horní (tzv. sluneční) palubu. Tato paluba, včetně kormidelny, se nachází na střeše spodní paluby.
Trup lodě tvoří elektricky svařené lodní plechy o síle 3,5, 4 a 4,5 mm, vyztužení trupu je provedeno žebry z úhlové oceli, která jsou umístěna pravidelně po celé délce lodi ve vzájemných rozestupech 500 mm. Je také provedeno rozdělení trupu pomocí čtyř vodotěsných přepážek. V každém takto vytvořeném prostoru je umístěna samostatná křídlová pumpa pro případné odčerpání vody.
Loď pohání tramvajový elektromotor Škoda TIS o výkonu 17 kW, který byl napájen olověným akumulátorem. Akumulátor byl v průběhu 70. let 20. století vyměněn za alkalický.
V roce 1974 byla legislativně snížena obsaditelnost lodi z původních 350 osob na 280 cestujících.
Bratislava byla modernizována v letech 1983 až 1985. Při této příležitosti byl opraven trup lodě, původní nástavba byla zlikvidována a místo ní byla postavena nová, která tvarově vycházela z nástavby lodě Praha. Nová kormidelna se tvarově zcela odlišuje od kormidelen na ostatních brněnských lodích. V rámci modernizace byl alkalický akumulátor nahrazen zpět olověným.